# Jennifer Cowen
Jennifer Cowen (* 6. April 1991 in Keighley) ist eine britische Wasserspringerin. Sie startet für den Verein City of Leeds Diving Club in den Disziplinen 10-m-Turm- und Synchronspringen. In Synchronwettbewerben springt sie an der Seite von Brooke Graddon, trainiert wird sie von Adrian Hinchliffe.
Cowen gehört seit dem Jahr 2008 zur Nationalmannschaft. Sie nahm im Jahr 2011 erstmals an großen Meisterschaften im Erwachsenenbereich teil. Bei den Europameisterschaften in Turin wurde sie Vierte vom 10-m-Turm und mit Graddon im 10-m-Synchronspringen. Mit Max Brick nahm sie zudem im Teamwettbewerb teil und wurde Sechste. Sie startete auch bei den Weltmeisterschaften in Shanghai, schied aber im Einzel vom Turm im Vorkampf aus.
Im Jahr 2010 doubelte Cowen in einem zweiteiligen englischen Fernsehfilm der BBC die Schauspielerin Aisling Loftus bei allen Wassersprüngen.